# Trasporti in Ciad

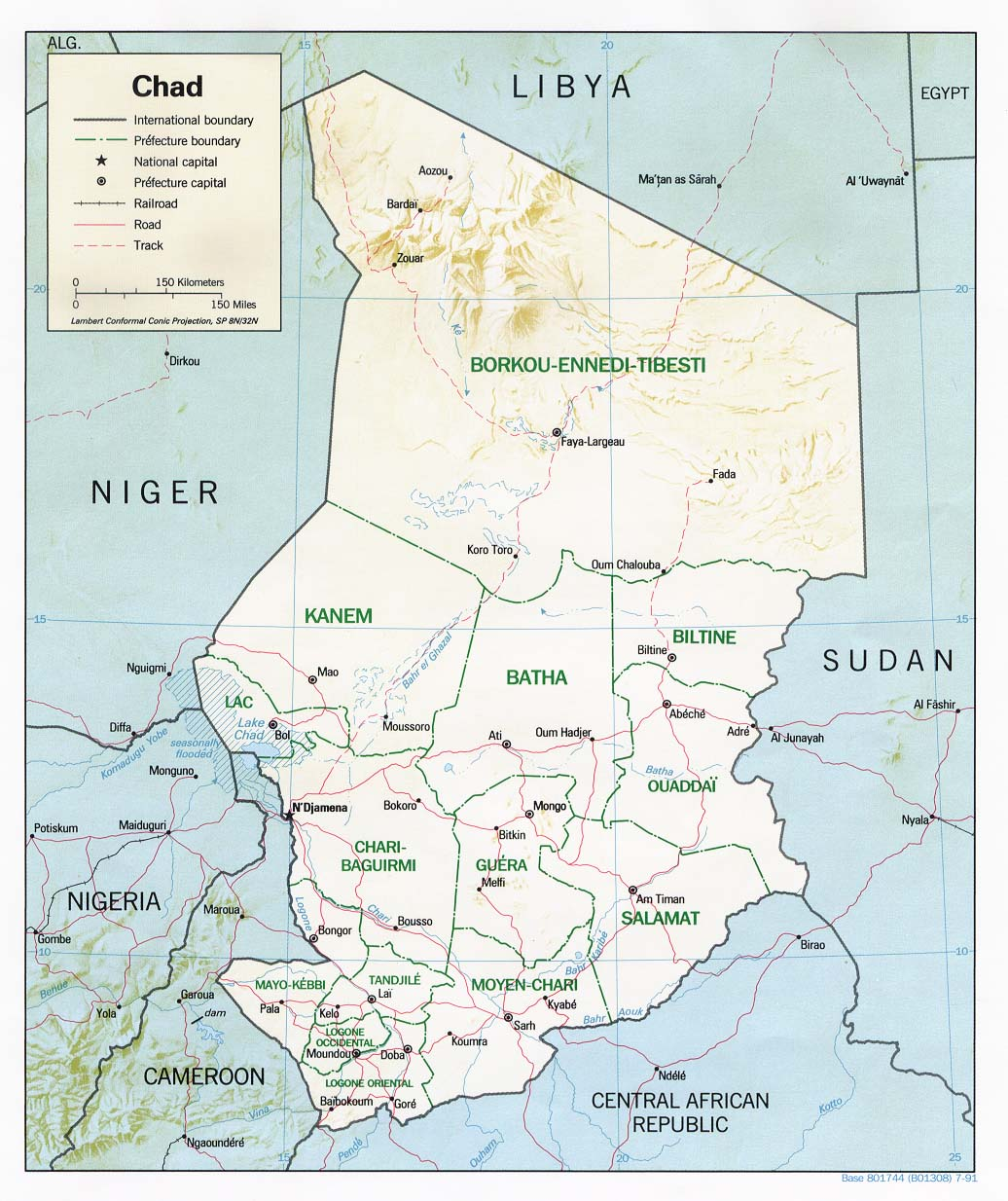
Ciad: carta geopolitica con rete stradale

Questa voce raccoglie le principali tipologie di trasporti in Ciad.

## Trasporti su rotaia
Non sono presenti ferrovie, reti metropolitane o tranviarie.

## Trasporti su strada

### Rete stradale
Strade pubbliche: in totale 33.400 km (dati 1999)
- asfaltate: 267 km
- bianche: 33.133 km.

### Reti filoviarie
Attualmente in Ciad non esistono filobus. 

### Autolinee
Nella capitale, N'Djamena, e in poche altre zone abitate del Ciad, operano aziende pubbliche e private che gestiscono i trasporti urbani, suburbani ed interurbani esercitati con autobus.

## Idrovie
La nazione può contare su 2.000 km acque interne, navigabili completamente solo nella stagione delle piogge (dati 1996).

## Trasporti aerei
- Compagnia di bandiera: Toumaï Air Tchad

### Aeroporti
In totale: 59 (dati 2003)
a) con piste di rullaggio pavimentate: 6
- oltre 3047 m: 2
- da 2438 a 3047 m: 3
- da 1524 a 2437 m: 1
- da 914 a 1523 m: 0
- sotto 914 m: 0

b) con piste di rullaggio non pavimentate: 53
- oltre 3047 m: 0
- da 2438 a 3047 m: 10
- da 1524 a 2437 m: 13
- da 914 a 1523 m: 20
- sotto 914 m: 10.